# Jeux paralympiques d'hiver de 2018
Les Jeux paralympiques d'hiver de 2018, officiellement appelés les XIIe Jeux paralympiques d'hiver, se déroulent du 9 mars au 18 mars à Pyeongchang en Corée du Sud. 
Après l'accueil des Jeux paralympiques d'été de 1988 à Séoul, c'est la deuxième fois que la Corée du Sud est le pays hôte de Jeux paralympiques.

## Organisation

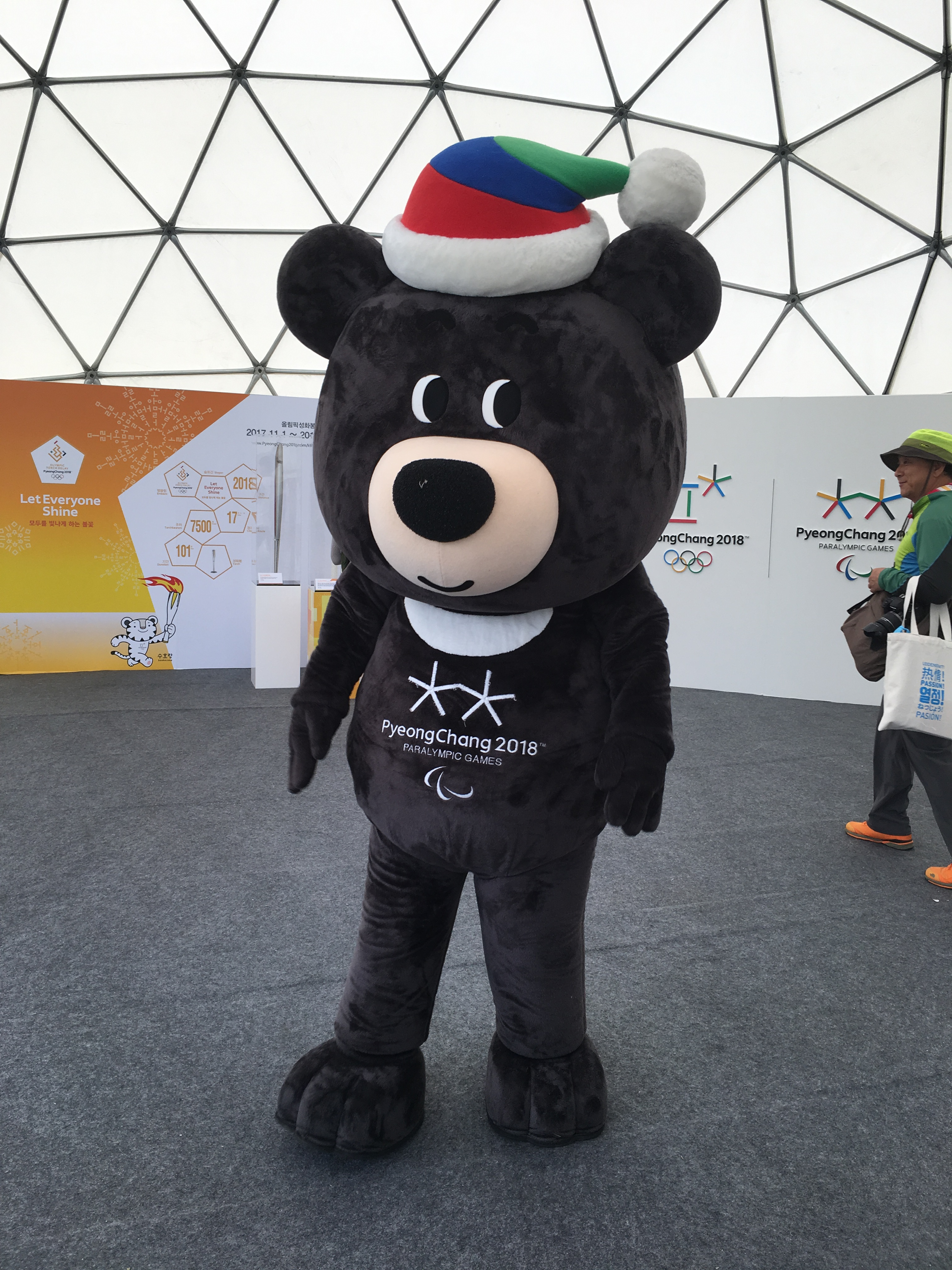
Bandabi, la mascotte paralympique.

### Emblème
L'emblème des Jeux paralympiques d'hiver de 2018 est dévoilé le 29 octobre 2013 au Musée national de Corée. Il incorpore des interprétations stylisées de la lettre ㅊ ch issue de l'alphabet Hangeul, également utilisée dans l'emblème olympique, qui symbolise une partie du nom de Pyeongchang et ressemble à des cristaux de glace. L'emblème paralympique présente deux de ces lettres réunies, symbolisant l'égalité et un « grand » festival accueillant les athlètes et les spectateurs internationaux.

### Mascotte
La mascotte des Jeux est Bandabi, un ours noir d'Asie dévoilé en 2016. 

## Sites paralympiques
| \| Centre de curling de Gangneung Centre de hockey de Gangneung \| Les deux sites de compétition du pôle · du littoral de Gangneung |
| Centre de curling de Gangneung Centre de hockey de Gangneung                                                                        |

Tout comme les Jeux olympiques d'hiver de 2018, les Jeux paralympiques se dérouleront autour de deux sites principaux :
- La ville côtière de Gangneung.
- Le complexe alpin d'Alpensia.

### Pôle de montagne
La station alpine d'Alpensia Resort dans le village de Daegwallyeong-myeon sera le centre principal des Jeux paralympiques de PyeongChang.
- Stade olympique de PyeongChang : cérémonies d'ouverture et de clôture[1]
- Village  olympique principal
- Centre de biathlon d'Alpensia : biathlon
- Centre nordique d'Alpensia : ski de fond

En outre un autre site de montagne accueille les compétitions de ski alpin et de snowboard.
- Centre alpin de Jeongseon (Jungbong) : ski alpin, snowboard

### Pôle du littoral de Gangneung
- Centre de curling de Gangneung - Curling
- Centre de hockey de Gangneung – Hockey sur luge (installation temporaire)

## Nations participantes
Quarante-neuf nations participent à cette XIIe édition des Jeux paralympiques d’hiver, soit 4 pays supplémentaires présents par rapport au précédent record obtenu pendant la précédente édition. La date limite pour les inscriptions des athlètes était fixée au 23 février 2018. 
Trois nouvelles nations font leur entrée dans la compétition: la Géorgie, le Tadjikistan et la Corée du Nord. La Hongrie, absente en 2014, est de nouveau représentée.
Le Comité international paralympique (IPC) annonce le 7 août 2016 la suspension du comité paralympique russe à la suite du scandale de dopage d’État mis au jour par la commission McLaren. Le rapport indique que 35 échantillons de sportifs paralympiques ont été trafiqués pour devenir négatifs. Le comité renouvelle la suspension en janvier 2018, mais autorise certains athlètes russes à prendre part aux Jeux en qualité d'« Athlètes paralympiques neutres ».
Les nations suivantes ont confirmé leur participation :
| Afrique | Amérique                                                                               | Asie | Europe | Océanie                                 |
| ------- | -------------------------------------------------------------------------------------- | --- | --- | --------------------------------------- |
| aucune  | - Argentine (2) - Brésil (3) - Canada (52) - Chili (4) - États-Unis (68) - Mexique (1) | - Chine (26) - Corée du Nord (2) - Corée du Sud (36) (hôte) - Iran (5) - Japon (38) - Kazakhstan (6) - Mongolie (1) - Ouzbékistan (1) - Tadjikistan (1) | - Allemagne (20) - Andorre (1) - Arménie (1) - Autriche (13) - Belgique (2) - Biélorussie (14) - Bosnie-Herzégovine (1) - Bulgarie (1) - Croatie (7) - Danemark (1) - Espagne (3) - Finlande (13) - France (12) - Géorgie (2) - Grande-Bretagne (14) - Grèce (1) - Hongrie (2) - Islande (1) - Italie (26) - Norvège (32) - Pays-Bas (9) - Pologne (9) - Roumanie (1) - Russie (NPA) (29) - Serbie (1) - Slovaquie (11) - Slovénie (1) - Suède (24) - Suisse (13) - République tchèque (21) - Turquie (1) - Ukraine (20) | - Australie (12) - Nouvelle-Zélande (3) |
| 0 pays  | 6 pays                                                                                 | 9 pays | 32 pays | 2 pays                                  |

## Compétition

### Sports au programme
Six sports sont au programme de ces Jeux paralympiques avec l'introduction comme discipline à part entière du snowboard :
| Nombre d'épreuves           | Hommes | Femmes | Mixtes | Total |
| --------------------------- | ------ | ------ | ------ | ----- |
| Biathlon                    | 9      | 9      |        | 18    |
| Curling en fauteuil roulant |        |        | 1      | 1     |
| Hockey sur luge             | 1      |        |        | 1     |
| Ski alpin                   | 15     | 15     |        | 30    |
| Ski de fond                 | 9      | 9      | 2      | 20    |
| Snowboard                   | 5      | 5      |        | 10    |
| Total (6 sports)            | 39     | 38     | 3      | 80    |

### Catégories
- Le curling se pratique en fauteuil roulant, par équipes de quatre et mixtes. Il n'y a pas de catégorisation précise.
- Le hockey sur luge concerne les athlètes handicapés de la partie inférieure du corps. Il n'y a pas de catégorisation précise. Les équipes peuvent être mixtes, cependant ce n'est pas une obligation.
- Pour les épreuves de ski alpin ou de ski nordique (biathlon et ski de fond), les catégories sont les suivantes :
  - Malvoyants
  - Debout
  - Assis

### Calendrier
|  | Cérémonies |  | Jour de compétition | 4 | Jour de finale (Nombre de finales) |

| Calendrier général des Jeux paralympiques de 2018 | Calendrier général des Jeux paralympiques de 2018 | Calendrier général des Jeux paralympiques de 2018 | Calendrier général des Jeux paralympiques de 2018 | Calendrier général des Jeux paralympiques de 2018 | Calendrier général des Jeux paralympiques de 2018 | Calendrier général des Jeux paralympiques de 2018 | Calendrier général des Jeux paralympiques de 2018 | Calendrier général des Jeux paralympiques de 2018 | Calendrier général des Jeux paralympiques de 2018 | Calendrier général des Jeux paralympiques de 2018 | Calendrier général des Jeux paralympiques de 2018 | Calendrier général des Jeux paralympiques de 2018 |
| Mars 2018                                         | Mars 2018                                         | Mars 2018                                         | 9                                                 | 10                                                | 11                                                | 12                                                | 13                                                | 14                                                | 15                                                | 16                                                | 17                                                | 18                                                |
| ------------------------------------------------- | ------------------------------------------------- | ------------------------------------------------- | ------------------------------------------------- | ------------------------------------------------- | ------------------------------------------------- | ------------------------------------------------- | ------------------------------------------------- | ------------------------------------------------- | ------------------------------------------------- | ------------------------------------------------- | ------------------------------------------------- | ------------------------------------------------- |
| Cérémonies                                        | Cérémonies                                        | Logo IPC                                          | O                                                 |                                                   |                                                   |                                                   |                                                   |                                                   |                                                   |                                                   |                                                   | C                                                 |
| Biathlon                                          | Biathlon                                          | Pictogramme Biathlon                              |                                                   | 6                                                 |                                                   |                                                   | 6                                                 |                                                   |                                                   | 6                                                 |                                                   |                                                   |
| Curling                                           | Curling                                           | Pictogramme Curling                               |                                                   |                                                   |                                                   |                                                   |                                                   |                                                   |                                                   |                                                   | 1                                                 |                                                   |
| Hockey sur luge                                   | Hockey sur luge                                   | Pictogramme Hockey sur luge                       |                                                   |                                                   |                                                   |                                                   |                                                   |                                                   |                                                   |                                                   |                                                   | 1                                                 |
| Ski alpin                                         | Ski alpin                                         | Pictogramme Ski alpin                             |                                                   | 6                                                 | 6                                                 |                                                   | 6                                                 | 6                                                 |                                                   |                                                   | 3                                                 | 3                                                 |
| Ski de fond                                       | Ski de fond                                       | Pictogramme Ski de fond                           |                                                   |                                                   | 2                                                 | 4                                                 |                                                   | 6                                                 |                                                   |                                                   | 6                                                 | 2                                                 |
| Snowboard                                         | Snowboard                                         | Pictogramme Snowboard                             |                                                   |                                                   |                                                   | 5                                                 |                                                   |                                                   |                                                   | 5                                                 |                                                   |                                                   |
| Mars 2018                                         | Mars 2018                                         | Mars 2018                                         | 9                                                 | 10                                                | 11                                                | 12                                                | 13                                                | 14                                                | 15                                                | 16                                                | 17                                                | 18                                                |

### Tableau des médailles
Les dix premières nations au classement des médailles de leurs athlètes sont :
- Pays organisateur ( Corée du Sud)

| Rang  | Nation                         | Or | Argent | Bronze | Total |
| ----- | ------------------------------ | -- | ------ | ------ | ----- |
| 1     | États-Unis                     | 13 | 15     | 8      | 36    |
| 2     | Athlètes paralympiques neutres | 8  | 10     | 6      | 24    |
| 3     | Canada                         | 8  | 4      | 16     | 28    |
| 4     | France                         | 7  | 8      | 5      | 20    |
| 5     | Allemagne                      | 7  | 8      | 4      | 19    |
| 6     | Ukraine                        | 7  | 7      | 8      | 22    |
| 7     | Slovaquie                      | 6  | 4      | 1      | 11    |
| 8     | Biélorussie                    | 4  | 4      | 4      | 12    |
| 9     | Japon                          | 3  | 4      | 3      | 10    |
| 10    | Pays-Bas                       | 3  | 3      | 1      | 7     |
| Total | Total                          | 80 | 80     | 81     | 241   |